# Gastón Matías Romero
Gastón Matías Romero (Rosario, Santa Fe, Argentina, 30 de agosto de 1986) es un futbolista profesional argentino. Actualmente juega para Sportivo Belgrano en el Torneo Argentino A.

## Trayectoria
Romero comenzó a jugar al fútbol al ingresar a la 9.ª división de Newell's Old Boys, luego ingresó a la 8.ª división de Estudiantes de la Plata hasta llegar a la reserva. En el año 2008 emigra a México para jugar en los Tigres B en la segunda división de dicho país y así debutar como profesional. En 2009 es transferido a otro equipo de la misma liga, el equipo en cuestión es Jaguares. A mitad de año decide volver a su país natal para vestirse la camiseta de Sportivo Desamparados hasta que termina la temporada en junio de 2010 donde es vendido a Sportivo Belgrano para disputar el Torneo Argentino A. En la temporada 2015 jugó en el Club Atlético Newell´s Old Boys de Cañada de Gómez, equipo con el cual llegó a disputar las semifinales del Torneo Clausura de la Liga Cañadense de Fútbol, cayendo por penales frente a Sportivo Las Parejas.Durante la temporada 2023 fue el Entrenador de Coronel Aguirre, donde dirigió 15 partidos entre Liga Rosarina y Copa Santa Fe, ganando 14 y empatando el restante. A pesar de la gran campaña, la dirigencia decidió despedirlo de manera polémica. Una vez finalizado el torneo, el equipo que Romero construyó se terminó coronado campeón por delante de Newell's y Rosario Central. Actualmente es el director Técnico del Club Atlético Newell's Old Boys de Cañada de Gómez.